# Anisogaster flavicans
Anisogaster flavicans là một loài bọ cánh cứng trong họ Cerambycidae.